# Clairvaux-d'Aveyron
 Clairvaux-d'Aveyron  (en occitano Claravals) es una población y comuna francesa, situada en la región de Mediodía-Pirineos, departamento de Aveyron, en el distrito de Rodez y cantón de Marcillac-Vallon.

## Demografía
| 917 | 816 | 839 | 923 | 911 | 1039 |
| Para los censos de 1962 a 1999 la población legal corresponde a la población sin duplicidades (Fuente: INSEE [Consultar]) |     |     |     |     |      |